# Leon Jarmałkowicz
Leon Jarmałkowicz (ur. 10 czerwca 1941 w Mantuszach, pow. wileński, zm. 29 października 2001 w Braniewie) – polski nauczyciel, harcmistrz Związku Harcerstwa Polskiego, działacz społeczny.

## Życiorys

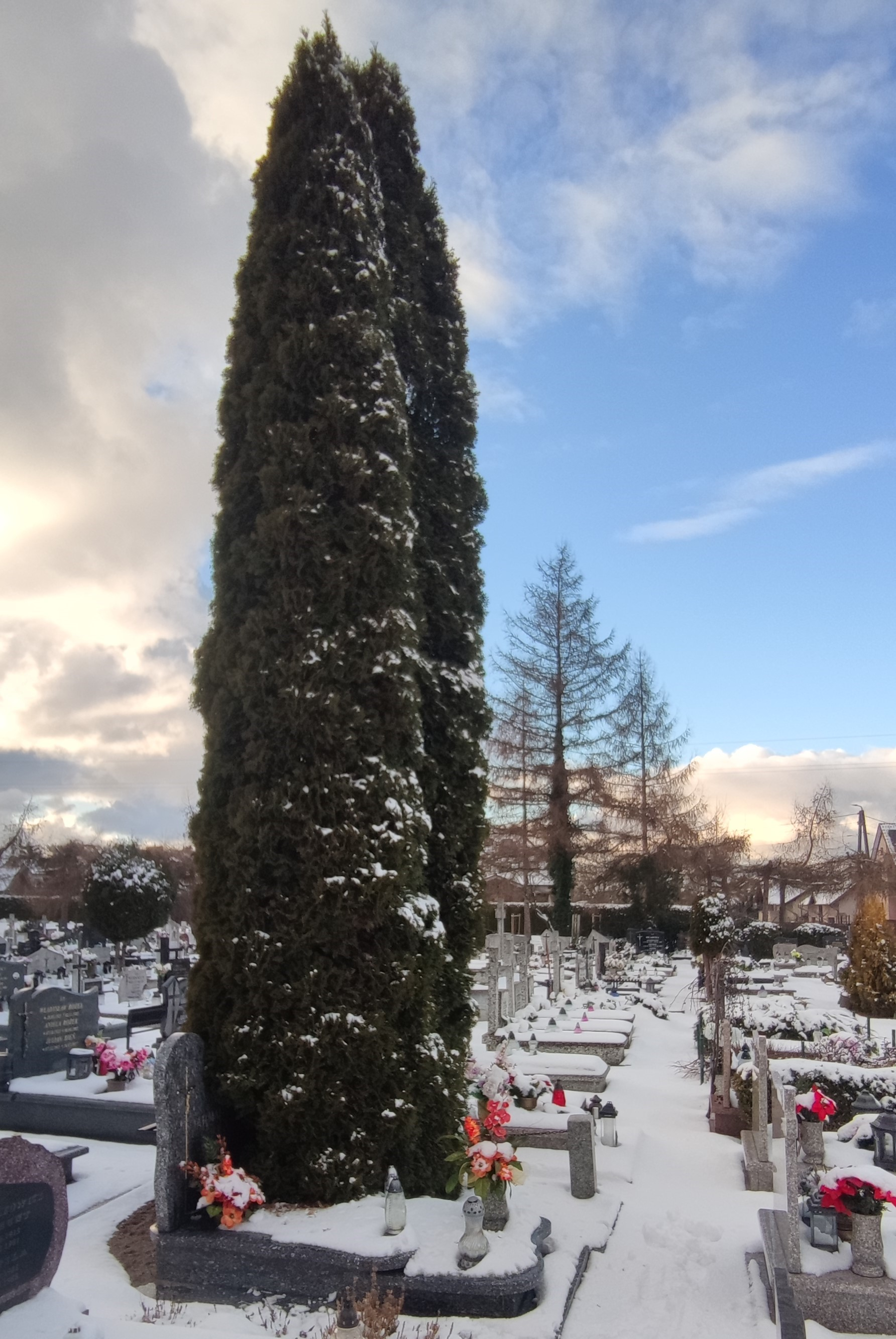
Grób (pierwszy) na cmentarzu przy ul. Morskiej w Braniewie

Urodził się we wsi Mantusze w powiecie wileńskim. W Braniewie ukończył szkołę średnią wraz z maturą – Liceum Ogólnokształcące przy ul. Sikorskiego. Następnie ukończył Studium Nauczycielskie w Olsztynie na kierunku fizyka (1961–1963), po czym Akademię Wychowania Fizycznego w Warszawie (1973–1977). 15 września 1977 uzyskał uprawnienia trenera II klasy w podnoszeniu ciężarów.
Już w wieku 18 lat, w lipcu 1959, rozpoczął pracę zawodową. Najpierw było to Prezydium Powiatowej Rady Narodowej w Braniewie, gdzie został kierownikiem referatu gospodarki mieszkaniowej. Następnie od 1961, po rozpoczęciu nauki w studium nauczycielskim, do 1966 pracował w Szkole Podstawowej nr 2 w Braniewie. Przez 5 miesięcy, od 1 października 1966 do 10 lutego 1967, pracował jako inspektor Ludowych Zespołów Sportowych w Olsztynie. Od 11 lutego 1967 do 15 października 1973 był kierownikiem delegatury PUPiK „Ruch” w Braniewie. W latach 1973–1975 był zastępcą inspektora szkolnego w Urzędzie Powiatowym, do reformy administracyjnej likwidującej powiaty. Następnie od 1 września 1975 do 15 października 1981 był dyrektorem Miejskiego Ośrodka Sportu „Zatoka” w Braniewie. Od 16 października 1981 do 30 lipca 1986 był dyrektorem Miejskiego Zespołu Ekonomiczno-Administracyjnego Szkół Urzędu Miasta w Braniewie. Od 1 sierpnia 1986 do 30 września 1989 był zastępcą naczelnika i naczelnikiem miasta Braniewa. Po przemianach ustrojowych został założycielem i współwłaścicielem firmy „Warmia” we Fromborku, producenta i dystrybutora chemii gospodarczej.
Z ruchem harcerskim był związany od 1964 roku, najpierw jako szczepowy w Szkole Podstawowej nr 2 w Braniewie. W 1964 zdobył stopień instruktorski przewodnika. 31 sierpnia 1965 został komendantem Hufca ZHP Braniewo. Z inicjatywy jego i jego współpracowników, w związku z jubileuszem 1000-lecia Państwa Polskiego, zorganizowano kampanię „Bohater”, w wyniku której 18 czerwca 1966 roku Hufiec otrzymał imię Mikołaja Kopernika. W ten dzień na placu Defilad przy ul. Kościuszki w Braniewie odbył się uroczysty apel, w trakcie którego, oprócz imienia wielkiego astronoma, Hufiec otrzymał nowy sztandar. W 1966 Leon Jarmałkowicz uzyskał stopień podharcmistrza. Hufcem w Braniewie kierował do 30 września 1966. Po odejściu z funkcji Komendanta Hufca prowadził 14. Drużynę Starszoharcerską im. Mariusza Zaruskiego w Braniewie, w ramach której prowadził szkolenia żeglarskie.
Oprócz działalności pedagogicznej i w harcerstwie, był wybitnym w kraju sportowcem, osiągając wyniki na poziomie mistrzostw Polski w podnoszeniu ciężarów. W latach 1967–1968 był członkiem kadry narodowej w tej dyscyplinie w barwach Ludowych Zespołów Sportowych. Poza tym był ratownikiem WOPR oraz posiadał uprawnienia żeglarskie. Był członkiem Polskiego Związku Pływackiego i Polskiego Związku Zapaśniczego, a także czynnym instruktorem Ligi Obrony Kraju. Przez pewien czas pełnł funkcję przewodniczącego Towarzystwa Miłośników Braniewa. Angażował się w liczne akcji charytatywnych, zorganizował bardzo wiele imprez sportowych i kulturalno-oświatowych. Cieszył się wielkim szacunkiem i uznaniem w lokalnej społeczności.
Zmarł 29 października 2001 w Braniewie. Pochowany został na cmentarzu przy ul. Morskiej.

## Życie prywatne
Był żonaty z Krystyną, z zawodu pielęgniarką. Miał dwie córki, Annę oraz Elżbietę.

## Odznaczenia[2]
- Złoty Krzyż Zasługi (18.09.1988)
- Brązowy Medal „Siły Zbrojne w Służbie Ojczyzny” (5.09.1989)
- Brązowy Medal „Za zasługi dla obronności kraju” (5.09.1989)
- Brązowe Odznaczenie im. Janka Krasickiego (10.07.1969)
- Złota Odznaka Honorowa „Zasłużony dla Warmii i Mazur”